# Helmut Lange (Politiker)
Helmut Lange (* 8. Februar 1928 in Röthenbach an der Pegnitz; † 9. Juli 2009) war ein deutscher Jurist und Kommunalpolitiker (CSU).

## Leben
Helmut Lange studierte nach dem Zweiten Weltkrieg Rechtswissenschaften an der Universität Erlangen. Eine seiner ersten Tätigkeiten als juristischer Staatsbeamter führte Lange an das Landratsamt Hersbruck. Von 1964 bis 1970 war Lange Oberregierungsrat bei der Regierung von Mittelfranken in Ansbach. Er war von 1966 bis 1970 auch für die CSU Stadtrat in Röthenbach an der Pegnitz und Kreisrat in Lauf.
Helmut Lange wurde 1970 als Nachfolger von Wilhelm Winkler zum Landrat des damaligen Landkreises Lauf an der Pegnitz gewählt und spielte eine wichtige Rolle bei den Verhandlungen zur Gebietsreform. Nach der erfolgten Gebietsreform im Jahr 1972 wurde er am 11. Juni zum ersten Landrat des Landkreises Nürnberger Land gewählt, der aus den drei Landkreisen Lauf, Hersbruck und Nürnberg entstanden war. 1978 wurde Lange mit über 60 Prozent der Stimmen im Amt des Landrats bestätigt. Er gewann die Wahl gegen Helmut Ritzer (SPD). 1984 trat er aus Gesundheitsgründen nicht mehr zur Wiederwahl an, sein Nachfolger als Landrat wurde Klaus Hartmann.
In Langes Amtszeit fallen der Neubau des Landratsamtes in Lauf und die Neu- und Erweiterungsbauten der Gymnasien in Röthenbach, Hersbruck und Altdorf sowie die Erweiterung der Realschule und der Neubau der Berufsschule in Lauf.